# El Montori
El Montori és un turó de 82,3 metres que es troba al terme municipal de Parlavà, entre les poblacions de Parlavà i Ultramort, a la comarca catalana del Baix Empordà. Des del cim és possible tenir una panoràmica sobre tota la plana que s'estén fins a Torroella de Montgrí i el mar Mediterrani.
El cim és de fàcil accés. Sortint de Parlavà per la carretera de la Sala (GIV-6421) s'arriba al trencant de els Quatre Camins d'on parteix el camí de Parlavà a Ultramort, seguint per aquest camí s'arriba a la Rampa com popularment es coneix el camí que puja fins a dalt del turó, que va ésser asfaltat durant la construcció del dipòsit d'aigua que es troba a dalt. Des del dipòsit se segueix en direcció sud, passant per l'arbre solitari fins a arribar a una petita elevació del terreny on podem trobar-hi el vèrtex geodèsic (referència 310095001) que indica el punt més alt del turó.